# .sa
.sa ist die länderspezifische Top-Level-Domain (ccTLD) des Staates Saudi-Arabien. Sie wurde am  17. Mai 1994 bei der IANA registriert und ist auch auf Arabisch السعودية. (.as-saʿūdīya) verfügbar. Für die Verwaltung von .sa ist die staatliche Kommission für Kommunikation und Informationstechnologie (Communications and Information Technology Commission) mit Sitz in Riad verantwortlich, auch Saudi Network Information Center genannt.

## Eigenschaften
Es gibt zahlreiche Second-Level-Domains wie beispielsweise .net.sa oder .org.sa, die bestimmten Organisationen vorbehalten sind. Im Dezember 2010 hat die Vergabestelle die Kriterien für .sa dahingehend gelockert, dass nun auch Domains direkt auf zweiter Ebene angemeldet werden dürfen. Zu diesem Zeitpunkt waren etwa 21.000 .sa-Domains registriert. Die sogenannte Sunrise Phase, in der Inhaber bestehender .sa-Domains die neuen kurzen Adressen bevorzugt beantragen konnten, begann im Januar 2011. Trotz der Liberalisierung erlaubt die Vergabestelle nur Privatpersonen und Unternehmen mit Sitz in Saudi-Arabien, eine .sa-Domain anzumelden. Ausnahmen werden lediglich für Ausländer mit saudischem Pass oder Inhaber einer in Saudi-Arabien eingetragenen Marke gemacht. Die Top-Level-Domain unterstützt seit 2004 internationalisierte Domainnamen, deren technische Implementierung in einem Pilotprojekt mit den Verwaltungen von .ae (Vereinigte Arabische Emirate) und .qa (Katar) umgesetzt wurde.